# Домаховская, Марта
Ма́рта Домахо́вская (пол. Marta Domachowska; родилась 16 января 1986 года в Варшаве) — польская теннисистка.
- Победительница 1 турнира WTA в парном разряде.
- Полуфиналистка 1 юниорского турнира Большого шлема в одиночном разряде (Australian Open-2003).
- Полуфиналистка 1 юниорского турнира Большого шлема в парном разряде (Australian Open-2002).
- Экс-9-я ракетка мира в юниорском одиночном рейтинге.

## Общая информация
Марта — одна из двух дочерей Барбары и Веслава Домаховских; её старшую сестру зовут Магдалена. Никто в семье более не занимается спортом на подобном уровне: мать владеет ювелирным магазином, отец — инженер-строитель.
Домаховская ведёт публичную личную жизнь: в разное время её бойфрендами были пловец Павел Коженёвский и теннисист Ежи Янович.
Марта владеет польским, испанским, английским и русским языками.
Полька неоднократно принимала участие в различных фотопроектах, а в феврале 2013 года она появилась в обнажённом виде в национальной версии журнала Playboy.
Домаховская начала играть в теннис в семь лет, после продолжительных наблюдений за играми Штеффи Граф; любимое покрытие — хард.

## Спортивная карьера
Первые годы
Марта с юных лет неплохо проявляла себя на различных соревнованиях: сначала на национальном уровне, а затем и на международном. В начале 2000 годов Домаховская несколько лет выступала в туре старших юниоров под эгидой международной федерации тенниса, регулярно добиваясь успехов как в одиночном, так и в парном разряде на соревнованиях любого уровня, а также добравшись до девятой строчки местной одиночной классификации. Основные успехи польки в этих призах пришлись на 2002-03 годы, когда вместе с соотечественницей Йоанной Сакович Марта добралась до полуфинала Australian Open, переиграв весьма квалифицированный дуэт Чжань Цзиньвэй / Се Шувэй; а позже несколько раз сыграв в четвертьфиналах турниров Большого шлема в одиночном разряде. Успехи Домаховской на этом уровне, в совокупности с не самым высоким уровнем национального тенниса, позволили Марте уже в 17 лет заслужить вызов в национальную команду в Кубке Федерации и полностью отыграть в её составе зональный турнир розыгрыша соревнования 2003 года.
Во взрослом туре полька впервые попробовала свои силы в 2001 году, когда национальная федерация несколько раз предоставляла ей возможность сыграть в квалификации домашних соревнований WTA. Быстро набираясь опыта игр со всё более квалифицированными соперницами и грамотно строя своё расписание Марта уже через год выиграла свой первый взрослый титул (10-тысячник в Олецко, переиграв в полуфинале Катерину Бондаренко). Несколько недель спустя Домаховская отметилась более крупным успехом в парном разряде: вместе с Клаудией Янс добравшись до полуфинала соревнования WTA в Сопоте. Постепенно оттачивая собственное мастерство и стабилизируя результаты, полька к концу зимы 2004 года впервые смогла подняться в Top200, постепенно начиная выигрывать матчи не только на турнирах ITF и в квалификациях соревнований WTA, но и в основных сетах подобных призов. В конце весны этого же года Марта впервые попробовала себя на взрослых соревнованиях Большого шлема: уступив уже в первом раунде квалификации Roland Garros. В оставшийся период года полька отмечается в полуфинале домашнего турнира в Сопоте, попутно переиграв двадцатую ракетку мира Анну Смашнову, а позже играет в титульном матче аналогичного приза в Сеуле, уступая Марии Шараповой. В итоге за год Домаховская преодолевает 170 строчек в рейтинге, становясь первой представительницей Польши в Top100 одиночного рейтинга по итогам сезона с 2000 года.
2005-07
На следующий сезон Марта проводит свой первый матч в основных сетках турниров Большого шлема, обыграв в первом раунде Australian Open китаянку Ли Тин. В дальнейшем полька пытается собирать рейтинговые очки играя только на соревнованиях WTA, участвуя в небольших турнирах. В конце мая Домаховская во второй раз достигает финала призов под эгидой ассоциации: в Страсбурге Марта переигрывает по пути Ай Сугияму, но вновь упускает титул — теперь Анабель Медине Гарригес. К лету Домаховская поднимается в Top50, попробовав сыграть серию сравнительно крупных турниров, однако лишь выдает шестиматчевую безвыигрышную серию. Осенью полька выбирается из локального кризиса, выйдя в полуфинал турнира в Пекине.
Не безрезультатен был сезон и в парном разряде: накопленные за несколько последних лет навыки помогли показывать локальные неплохие результаты не только на средних соревнованиях тура федерации, но и постепенно улучшать результаты на призах WTA: в феврале Домаховска, в паре с хорваткой Сильвией Талаей, доходит до финала соревнования в Паттайе, а несколько месяцев спустя, в содружестве с немкой Марлен Вайнгартнер, выходит в эту же стадию в Страсбурге. Оба решающих матча были без особой борьбы проиграны.
В начале 2006 году Домаховская удачно проводит серию зальных турниров, отметившись в финалах 75-тысячника в Ортизеи и турнира WTA в Мемфисе, уступая сначала Еве Бирнеровой, а затем Софие Арвидссон. Благодаря этим результатам Марта к апрелю взбирается на высшую в своей карьере 37-ю строчку в одиночном рейтинге. Достигнув пика полька угодила в затяжной кризис, сыграв за оставшиеся девять месяцев восемнадцать турниров, она на двенадцати проиграла уже в первом матче. Как следствие к концу года Домаховская провалилась на 90-ю строчку классификации, а не сумев выправить результаты и в первые месяцы следующего года полька к мартовским супертурнирам в США числилась ещё на 76 строчек ниже.
Длительная не слишком удачная серия заставила Марту к европейскому грунтовому сезону 2007 года на регулярной основе вернуться на соревнования ITF, а позже даже пропустить травяной сезон. Данное решение не сразу, но постепенно оправдало себя: к поздней осени к польке постепенно стала возвращаться былая уверенность и в ноябре она сначала отметилась титулом на 100-тысячнике в Пуатье, а после зимней паузы отметилась в четвёртом круге Australian Open, сначала преодолев отборочный турнир, а затем переиграв в основной сетке 24-ю ракетку посева — китаянку Ли На. Эти результаты позволяют Домаховской отыграть сотню позиций в классификации и к февралю 2007 года вернуться в Top80. Всплеск не имел дальнейшего продолжения, но возвращение части былой стабильности позволило Марте к концу года подняться к границе первой и второй полусотни.
В 2006 году Домаховская ещё пару раз играет в финалах соревнований WTA и наконец берёт свой первый титул: вместе с Робертой Винчи она побеждает на турнире в Канберре, одолев в финале Клер Каррен и Лигу Декмейере. Позже Марта периодически показывала неплохие результаты в паре: где хватало рейтинга регулярно играя сначала соревнования WTA, а затем крупные призы младшего тура.
2008-13
В межсезонье качественных изменений не произошло и проиграв на Australian Open-2008 уже в первом раунде Марта опять выпала из первой сотни одиночного рейтинга. Постепенно ситуация усугублялась: заявляясь на турниры ITF полька даже там была вынуждена время от времени играть в отборочных соревнованиях. Пара четвертьфиналов на небольших соревнованиях WTA позволили лишь замедлить падение и закрепить Домаховскую на позициях в конце третьей полусотни. Проходить даже квалификации на крупных турнирах стало всё большей проблемой: после US Open Марта на долгое время выпала из числа участников основных сеток соревнований серии Большого шлема. В 2010 году кризис результатов стал принимать и вовсе крайние формы: выйдя в феврале в полуфинал 100-тысячника в Мидленде Марта смогла затем выиграть хоть матч в основных сетках соревнований протура лишь в сентябре, за это время правда несколько раз пройдя квалификацию на турнирах WTA. Длительные неудачи откинули польку в самый конец третьей сотни и осенью 2010 года она взяла небольшую паузу в выступлениях.
Вернувшись в строй зимой следующего года Домаховская стала играть посильные небольшие соревнования ITF: не без труда удалось закрепиться в третьей сотне рейтинга, несколько раз дойти до финалов 25-тысячников, а поздней осенью, наконец, продемонстрировать малую часть былых возможностей: пробившись из квалификации в финал основы 75-тысячника в британском Барнстапле, переиграв двух сеянных соперниц и уступив третьей. Этот локальный всплеск позволив в следующем сезоне сыграть серию турниров в Океании. где Марта хоть и выиграла пару матчей, но больших очков не приобрела. Последующий сезон на второстепенных соревнованиях федерации в Европе и Северной Америке принёс лишь пару полуфиналов 50-тысячников и новое сползание в третью сотню рейтинга. В 2013 году неудачная серия продолжилась и после очередного болезненного поражения — в первом круге 25-тысячника в Мариборе — Домаховская взяла очередную паузу в выступлениях.

## Рейтинг на конец года
| Год  | Одиночный рейтинг | Парный рейтинг |
| 2014 | 889               |                |
| 2013 | 417               | 186            |
| 2012 | 225               | 344            |
| 2011 | 157               | 288            |
| 2010 | 299               | 304            |
| 2009 | 140               | 155            |
| 2008 | 56                | 100            |
| 2007 | 180               | 243            |
| 2006 | 90                | 82             |
| 2005 | 60                | 81             |
| 2004 | 74                | 204            |
| 2003 | 244               | 352            |
| 2002 | 356               | 243            |

## Выступления на турнирах

### Финалы турнировWTAв одиночном разряде (3)

#### Поражения (3)
| Легенда: До 2009 года       | Легенда: С 2009 года  |
| --------------------------- | --------------------- |
| Турниры Большого Шлема (0)  |                       |
| Олимпиада (0)               |                       |
| Итоговый чемпионат года (0) |                       |
| 1-я категория (0)           | Premier Mandatory (0) |
| 2-я категория (0)           | Premier 5 (0)         |
| 3-я категория (0)           | Premier (0)           |
| 4-я категория (0+1)         | International (0)     |
| 5-я категория (0)           | International (0)     |

| Титулы по покрытиям | Титулы по месту проведения матчей турнира |
| ------------------- | ----------------------------------------- |
| Хард (0+1)          | Зал (0)                                   |
| Грунт (0)           | Зал (0)                                   |
| Трава (0)           | Открытый воздух (0+1)                     |
| Ковёр (0)           | Открытый воздух (0+1)                     |

| №  | Дата            | Турнир             | Покрытие | Соперница в финале      | Счёт        |
| 1. | 3 октября 2004  | Сеул, Южная Корея  | Хард     | Мария Шарапова          | 1-6 1-6     |
| 2. | 21 мая 2005     | Страсбург, Франция | Грунт    | Анабель Медина Гарригес | 4-6 3-6     |
| 3. | 25 февраля 2006 | Мемфис, США        | Хард(i)  | София Арвидссон         | 2-6 6-2 3-6 |

### Финалы турнировITFв одиночном разряде (14)

#### Победы (8)
| Легенда:          |
| ----------------- |
| 100.000 USD (1+1) |
| 75.000 USD (0)    |
| 50.000 USD (0+1)  |
| 25.000 USD (5+2)  |
| 10.000 USD (2+1)  |

| Титулы по покрытиям | Титулы по месту проведения матчей турнира |
| ------------------- | ----------------------------------------- |
| Хард (6+4)          | Зал (5+3)                                 |
| Грунт (2+1)         | Зал (5+3)                                 |
| Трава (0)           | Открытый воздух (3+2)                     |
| Ковёр (0)           | Открытый воздух (3+2)                     |

| №  | Дата            | Турнир            | Покрытие | Соперница в финале   | Счёт           |
| 1. | 26 мая 2002     | Олецко, Польша    | Грунт    | Лиана-Габриэла Балач | 1-6 6-3 6-1    |
| 2. | 3 ноября 2002   | Стокгольм, Швеция | Хард(i)  | Сабрина Йолк         | 6-3 6-4        |
| 3. | 13 июля 2003    | Торунь, Польша    | Грунт    | Анастасия Екимова    | 7-5 3-6 6-4    |
| 4. | 1 февраля 2004  | Бельфор, Франция  | Хард(i)  | Адриана Барна        | 3-6 6-0 6-0    |
| 5. | 15 февраля 2004 | Варшава, Польша   | Хард(i)  | Анжелика Кербер      | 7-6(5) 3-6 6-3 |
| 6. | 25 ноября 2007  | Пуатье, Франция   | Хард(i)  | Анна Лапущенкова     | 7-5 6-0        |
| 7. | 30 января 2011  | Гренобль, Франция | Хард(i)  | Наоми Броуди         | 6-4 6-4        |
| 8. | 19 июня 2011    | Стамбул, Турция   | Хард     | Маргалита Чахнашвили | 7-5 6-3        |

#### Поражения (6)
| №  | Дата            | Турнир                    | Покрытие | Соперница в финале | Счёт           |
| 1. | 11 августа 2002 | Гдыня, Польша             | Грунт    | Делия Сесчоряну    | 6-7(9) 1-6     |
| 2. | 26 октября 2003 | Ополе, Польша             | Ковёр(i) | Татьяна Уварова    | 4-6 6-3 4-6    |
| 3. | 5 февраля 2006  | Ортизеи, Италия           | Ковёр(i) | Ева Бирнерова      | 6-4 5-7 2-6    |
| 4. | 27 марта 2011   | Бат, Великобритания       | Хард(i)  | Штефани Фёгеле     | 7-6(3) 5-7 2-6 |
| 5. | 24 июля 2011    | Самсун, Турция            | Хард     | Юлия Путинцева     | 6-7(6) 2-6     |
| 6. | 30 октября 2011 | Барнстапл, Великобритания | Хард(i)  | Энн Кеотавонг      | 1-6 3-6        |

### Финалы турнировWTAв парном разряде (5)

#### Победы (1)
| №  | Дата           | Турнир              | Покрытие | Партнёрша     | Соперницы в финале         | Счёт       |
| 1. | 13 января 2006 | Канберра, Австралия | Хард     | Роберта Винчи | Клер Каррен Лига Декмейере | 7-6(5) 6-3 |

#### Поражения (4)
| №  | Дата             | Турнир             | Покрытие | Партнёрша          | Соперницы в финале                            | Счёт                 |
| 1. | 6 февраля 2005   | Паттайя, Таиланд   | Хард     | Сильвия Талая      | Марион Бартоли Анна-Лена Грёнефельд           | 3-6 2-6              |
| 2. | 21 мая 2005      | Страсбург, Франция | Грунт    | Марлен Вайнгартнер | Роса-Мария Андрес-Родригес Андрея Эхритт-Ванк | 3-6 1-6              |
| 3. | 23 июля 2006     | Цинциннати, США    | Хард     | Саня Мирза         | Мария Елена Камерин Хисела Дулко              | 4-6 6-3 2-6          |
| 4. | 14 сентября 2008 | Бали, Индонезия    | Хард     | Надежда Петрова    | Се Шувэй Пэн Шуай                             | 7-6(4) 6-7(3) [7-10] |

### Финалы турнировITFв парном разряде (10)

#### Победы (5)
| №  | Дата             | Турнир                  | Покрытие | Партнёрша         | Соперницы в финале                   | Счёт           |
| 1. | 3 ноября 2002    | Стокгольм, Швеция       | Хард(i)  | Эльке Клейстерс   | Дженни Лув Сюзанн ван Хартингсвельдт | 6-1 6-1        |
| 2. | 12 мая 2007      | Рим, Италия             | Грунт    | Эмма Лайне        | Марет Ани Каролина Маес              | 1-0 — отказ    |
| 3. | 18 июня 2011     | Стамбул, Турция         | Хард     | Теодора Мирчич    | Даниэлла Доминикович Мелис Сезер     | 6-4 6-2        |
| 4. | 27 сентября 2013 | Клермон-Ферран, Франция | Хард(i)  | Михаэлла Крайчек  | Маргарита Гаспарян Алёна Сотникова   | 5-7 6-4 [10-8] |
| 5. | 27 октября 2013  | Сагеней, Канада         | Хард(i)  | Андреа Главачкова | Франсуаза Абанда Виктория Дюваль     | 7-5 6-3        |

#### Поражения (5)
| №  | Дата           | Турнир                 | Покрытие | Партнёрша        | Соперницы в финале                         | Счёт           |
| 1. | 16 мая 2004    | Сен-Годенс, Франция    | Грунт    | Наталья Гуссони  | Руксандра Драгомир-Илие Андрея Эхритт-Ванк | 6-2 6-7(7) 4-6 |
| 2. | 1 ноября 2009  | Пуатье, Франция        | Хард(i)  | Михаэлла Крайчек | Жюли Куэн Мари-Эв Пеллетье                 | 3-6 6-3 [3-10] |
| 3. | 6 февраля 2011 | Саттон, Великобритания | Хард(i)  | Дарья Юрак       | Эмма Лайне Мелани Саут                     | 3-6 7-5 [8-10] |
| 4. | 26 марта 2011  | Бат, Великобритания    | Хард(i)  | Катажина Питер   | Тимея Бабош Энн Кремер                     | 6-7(5) 2-6     |
| 5. | 4 августа 2012 | Трнава, Словакия       | Грунт    | Сандра Клеменшиц | Рената Ворачова Елена Богдан               | 6-7(2) 4-6     |

## История выступлений на турнирах
По состоянию на 23 сентября 2013 года
Для того, чтобы предотвратить неразбериху и удваивание счета, информация в этой таблице корректируется только по окончании участия там данного игрока.

### Одиночные турниры
| Турнир                 | 2004  | 2005  | 2006  | 2007  | 2008  | 2009  | 2010  | 2011  | 2012  | Итог   | В/П за карьеру |
| ---------------------- | ----- | ----- | ----- | ----- | ----- | ----- | ----- | ----- | ----- | ------ | -------------- |
| Турниры Большого Шлема |       |       |       |       |       |       |       |       |       |        |                |
| Australian Open        | -     | 2Р    | 1Р    | 1Р    | 4Р    | 1Р    | К     | -     | К     | 0 / 7  | 8-7            |
| Roland Garros          | К     | 2Р    | 1Р    | К     | 2Р    | 1Р    | К     | -     | К     | 0 / 8  | 3-8            |
| Уимблдон               | К     | 1Р    | 1Р    | -     | 2Р    | 1Р    | -     | -     | К     | 0 / 6  | 2-6            |
| US Open                | К     | 1Р    | 1Р    | К     | 1Р    | 1Р    | К     | К     | К     | 0 / 9  | 8-9            |
| Итог                   | 0 / 3 | 0 / 4 | 0 / 4 | 0 / 3 | 0 / 4 | 0 / 4 | 0 / 3 | 0 / 1 | 0 / 4 | 0 / 30 |                |
| В/П в сезоне           | 3-3   | 2-4   | 0-4   | 1-3   | 8-4   | 3-4   | 1-3   | 2-1   | 1-4   |        | 21-30          |

К — проигрыш в квалификационном турнире.